# Abd Allah ibn Zajid Al Nahajjan
Szejk Abd Allah ibn Zajid ibn Sultan Al Nahajjan, AbZ (arab. ‏عبد الله بن زايد بن سلطان آل نهيان‎, ur. 30 kwietnia 1972 w Abu Zabi) – emiracki polityk, od 2006 roku minister spraw zagranicznych Zjednoczonych Emiratów Arabskich, a od 14 lipca 2024 wiceprezydent tego kraju. 
Sygnatariusz Porozumień Abrahamowych w 2020 roku.

## Życie prywatne
Abd Allah ibn Zajid urodził się w Abu Zabi 30 kwietnia 1972 r. Ukończył studia z nauk politycznych na Uniwersytecie Zjednoczonych Emiratów Arabskich. 
Jest żonaty z Szejką Alizją bint Sajf Al Nahajjan, która w 2010 r. została Ambasadorem Dobrej Woli FAO i posiada pięcioro dzieci: Fatimę, Muhammada, Zajida, Sajfa i Zijaba.

## Działalność polityczna
W latach 1997-2006 pełnił funkcję ministra informacji i kultury ZEA.
W 2017 roku wyciekłe e-maile ujawniające, że Abd Allah bin Zajid finansował działalność pokojową Tonego Blaira na Bliskim Wschodzie – przekazał za pośrednictwem Windrush Ventures łącznie 2 milionów dolarów.
W 2017 roku przestrzegał przed swobodnym rozwojem radykalizmu islamskiego w krajach zachodnioeuropejskich niepodejmujących interwencji ze względu na poprawność polityczną i strach przed oskarżeniami o rasizm czy islamofobię.